# Вестерлунд, Бенгт
Бенгт Вестерлунд (швед. Bengt Elis Westerlund; 17 января 1921 — 4 июня 2008 ) — шведский астроном, специалист в наблюдательной астрономии.
Получил докторскую степень в Уппсальском университете в 1954 году. В 1957 году назначен астрономом Южной Уппсальской станции Обсерватории Маунт-Стромло в Австралии, где он провёл обширные исследования южной части Млечного Пути и Магеллановых облаков. В 1967 году занял должность астронома обсерватории Стюарда в Аризоне и в 1969 году был назначен директором Европейской Южной обсерватории в Чили, эту должность занимал до 1975 года, когда он вернулся в Швецию, чтобы стать профессором астрономии в Уппсальской астрономической обсерватории. Вышел на пенсию в 1987 году.
Его работы о строении Млечного Пути и Магеллановых облаков были общепризнанными. Он внёс важный вклад в изучение звёздных скоплений, звёздных популяций, углеродных звёзд, планетарных туманностей, звёзд Вольфа-Райе, звёздной классификации и остатков сверхновых. Он был признанным экспертом по Магеллановым облакам и написал книгу о них (The Magellanic Clouds, Cambridge University Press, 1997, ISBN 0521480701).
Открыл или переоткрыл три рассеянные звёздные скопления — Westerlund 1, Westerlund 2 и Вестерлунд 3.
После его выхода на пенсию  в его честь был назван астероид 2902 Вестерлунд, а также телескоп Вестерлунд в Уппсале в 2004 году.